# Albert Einstein

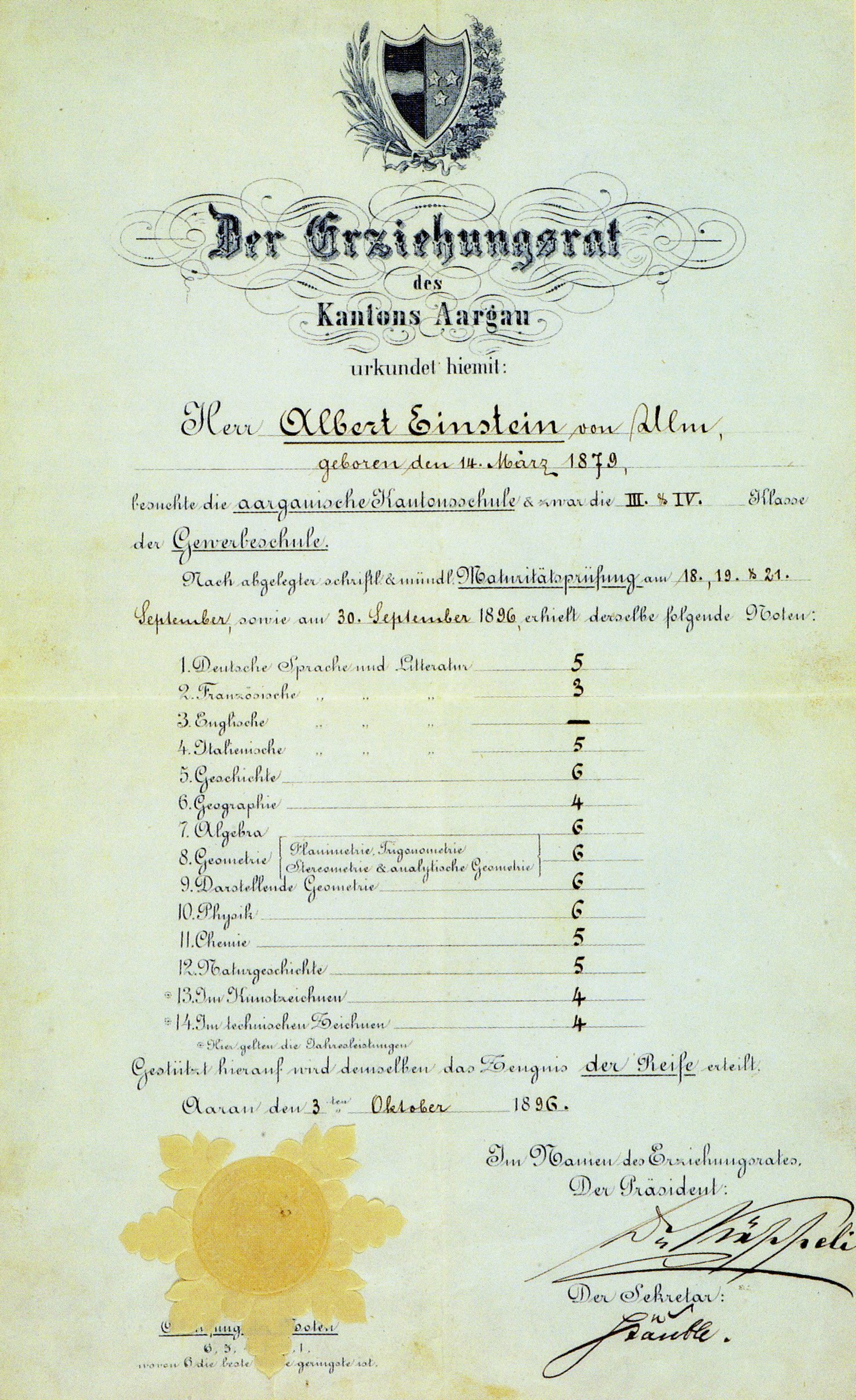
Einstein érettségi bizonyítványa 1896-ból. A 6-os a lehetséges legjobb jegy. Látható, hogy tévhit, miszerint Einstein rossz lett volna matematikából

Albert Einstein (Ulm, 1879. március 14. – Princeton, 1955. április 18.) zsidó származású német Nobel-díjas elméleti fizikus; egyes tudományos és laikus körökben a legnagyobb 20. századi tudósnak tartják. Ő dolgozta ki a relativitáselméletet, és nagymértékben hozzájárult a kvantummechanika, a statisztikus mechanika és a kozmológia fejlődéséhez. 1921-ben fizikai Nobel-díjjal jutalmazták „az elméleti fizika területén szerzett eredményeiért, különös tekintettel a fényelektromos jelenség törvényszerűségeinek felismeréséért”. Zsenialitására jellemző, hogy előre tudott jelezni olyan dolgokat, amelyeket 100 évvel később a gyakorlatban is bizonyítottak. 2016. február 11-én amerikai kutatók bejelentették, hogy gravitációs hullámokkal kapcsolatos elmélete igazolódott, ezzel a felfedezéssel egy új tudományág született, a gravitációshullám-csillagászat.
A hétköznapi emberek bizonyos köreiben ő vált a legmagasabb fokú zsenialitás szinonimájává, arcképe egyike a legismertebbeknek a világon. 1999-ben a Time folyóirat az „évszázad emberévé” választotta.

## Élete

### Fiatalsága és iskolái
Einstein 1879. március 14-én született a németországi Ulmban, amely jelenleg Baden-Württemberg tartományhoz tartozik, és Stuttgarttól nagyjából 100 km-re keletre fekszik. Apja, Hermann Einstein eleinte ágytollkereskedéssel foglalkozott, majd nyitott egy elektrokémiai műhelyt. Anyjával, Pauline Kochhal Stuttgart-Bad Cannstadtban házasodtak össze. A család zsidó volt, de Albert szülei nem követték a vallási hagyományokat; a fiú katolikus általános iskolába járt, ahol egyedüli zsidó volt az osztályban (származása miatt ott semmilyen atrocitás nem érte). A fiú csak meglehetősen későn, négyéves kora után kezdett el beszélni. Hatéves korától szülei hegedűórákra járatták.
Ötéves korában apja megismertette az iránytűvel. Einstein később ezt a tapasztalatát tartotta a legmeglepőbbnek: ekkor értette meg, hogy valami az „üres” térben is hat a tűre. Bár eszközöket barkácsolt szórakozásból, mégis lassú felfogásúnak tartották, talán diszlexia, félénkség, vagy az átlagtól jelentősen eltérő agyfelépítése miatt (lásd halálánál). Később a relativitáselméletet ennek a lassúságnak a javára írja, mivel többet töprengett a tér és idő problémáján, mint a legtöbb gyerek. Egy másik – sokkal későbbi – feltevés szerint Asperger-szindrómában, az autizmus egy enyhébb formájában szenvedett.

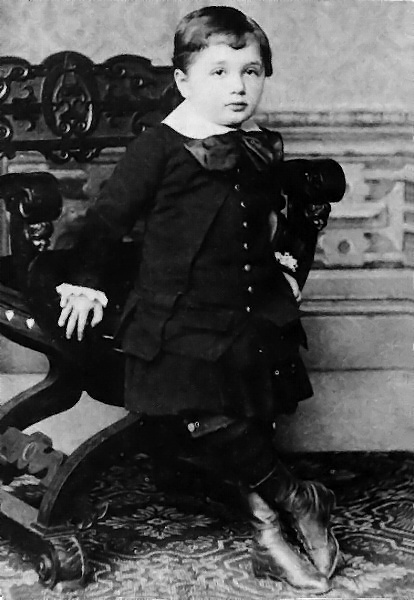
Einstein hároméves korában

Szellemi fejlődésére gyermekkorában és korai kamaszkorában két nagybátyja volt hatással, akik tudományos könyveket ajánlottak neki, valamint egy Max Talmey nevű orvostanhallgató. Talmey-t rossz anyagi helyzete miatt a zsidó hitközség úgy támogatta, hogy közel hat éven át (1889 és 1894 között) minden csütörtökön Einsteinéknél ebédelhetett. A 10 éves Einsteinnek ő mutatta meg Eukleidész Elemek, és Immanuel Kant A tiszta ész kritikája című művét. Einstein matematikát 12 éves kora körül kezdett tanulni. Egy időnként felbukkanó történet szerint megbukott matematikából, de ez nem igaz. Matematikát Németországban kezdett tanulni, ahol a legjobb osztályzat az 1-es, Einstein pedig mindig 1-es vagy 2-es osztályzatot kapott. Középiskolai tanulmányait viszont Svájcban fejezte be, ahol a 6-os a legjobb osztályzat. Érettségi bizonyítványa szerint a svájci Aargau kantonban tette le az érettségi vizsgát, matematikából pedig 6-os osztályzatot ért el.
1894-ben, apja elektrokémiai műhelyének csődjét követően szülei Münchenből az olaszországi Paviába költöztek. Az iskolai év befejezése után Albert csatlakozott a családhoz.
A következő évben, középiskolai végzettség nélkül, még 16 éves korában felvételi vizsgára jelentkezett a Zürichi Műszaki Egyetemre, de a vizsgán nem felelt meg. Miután 1896-ban Aarauban befejezte a középiskolát, Einsteint Heinrich Weber fizikaprofesszor ajánlására felvették a zürichi főiskolára. Ugyanebben az évben lemondott württembergi állampolgárságáról. (Ebben az időben Württemberg autonóm királyság volt Németországban.)
1898-ban Einstein beleszeretett Mileva Marić szerb osztálytársnőjébe. 1900-ban megkapta tanári diplomáját az Eidgenössische Technische Hochschulétól, és a svájci kormánytól 1901-ben állampolgárságot. Ezekben az időkben olyan baráti körben mozgott, ahol megvitathatta tudományos problémáit; ehhez a körhöz a matematikus Mileva is hozzátartozott. 1902-ben, viszonyukból fakadóan Mileva terhes lett. Anyagi nehézségeik miatt a lány hazautazott szüleihez Újvidékre, ott szülte meg gyermeküket, Liserlt, akinek további sorsa ismeretlen. Egy be nem bizonyított hír szerint újszülöttkorában meghalt. Egyes tudománytörténészek szerint pedig nevelőszülőkhöz adták.

### Munka és doktorátus
Diplomája kézhezvétele után Einstein nem talált tanári állást. Végül Grossmann Gyula (akinek a fiával, Grossmann Marcell-lel csoporttársak voltak az egyetemen) segítette munkához a Svájci Szabadalmi Hivatalban mint szabadalomvizsgálót, 1902-ben. Einstein itt azokat a szabadalmakat bírálta, melyek megértéséhez fizikai ismeretekre volt szükség. Megtanulta, hogyan vegye észre az alkalmazás lényegét a gyakran szegényes leírás ellenére, és igazgatója jóvoltából hozzászokott ahhoz is, hogyan fejezze ki magát a lehető legpontosabban. Alkalomadtán kiigazította a tervezési hibákat, figyelembe véve a munkák praktikus kivitelezését.
Einstein és Mileva 1903. január 6-án házasodtak össze. Einstein feleségére úgy hivatkozott mint olyan „teremtményre, aki olyan erős és olyan független mint én”. Abram Joffe szovjet fizikus, aki ismerte a házaspárt, Milevát Einstein asszisztensének vélte, de ez valószínűleg pusztán félreértés volt. Ronald W. Clark, Einstein egyik életrajzírója azt állította, hogy leginkább magányra volt szüksége, hogy tökéletesíthesse munkáját. Vitatott, hogy Milevának volt-e szerepe Einstein felfedezéseiben (lásd itt: Mileva szerepe).
1904. május 14-én Bernben megszületett Einsteinék első (törvényes) fia, Hans Albert Einstein, majd Einstein édesapja halála után, 1910-ben, Münchenben a második fiú, Eduard, aki szkizofréniára hajlamos volt, és elmegyógyintézetben halt meg. Hans, aki hidraulikamérnök lett a Kaliforniai Egyetemen Berkeley-ben, nem sokat találkozott apjával.
A házaspár válását megelőzően – amit 1919. február 14-én mondtak ki – már öt éven keresztül különélt. Einstein ígéretéhez híven átadta Milevának a Nobel-díj összegét, hogy abból nevelje fel a fiúkat. Miután Mileva hazautazott szüleihez, a gyermekeket a szerb ortodox egyház rítusa szerint megkeresztelték. Még az év június 2-án, Einstein feleségül vette Elsa Löwenthalt, hűséges ápolóját részleges idegösszeomlása és gyomorbántalmai idején. Elsa Albert első unokatestvére volt anyai, és másod-unokatestvére apai ágon. Az asszony első házasságából született két lányát együtt nevelték. Házasságukból közös gyermek nem született.
1904-ben Einstein állását véglegesítették a szabadalmi hivatalban. A következő évben megkapta doktori címét „A molekuladimenziók újfajta meghatározásáról” című szakdolgozatára.
1905-ben megírt négy cikket, amelyekkel megalapozta a modern fizikát. Nem volt bennük szakirodalom-jegyzék, ami olyan munkatársakra utalt volna, akikkel az ilyen és hasonló témákat a tudósok általában megvitatták egymás között. A legtöbb fizikus egyetért abban, hogy a négy közül három (a Brown-mozgásról, a fényelektromos jelenségről és a speciális relativitáselméletről szóló) olyan, amelyekért egyenként is megérdemelte volna a Nobel-díjat. Azt végül a fényelektromos jelenségért kapta, ami nemcsak azért szokatlan, mert Einstein a relativitáselmélettel kapcsolatban sokkal ismertebb, hanem azért is, mert a fotoelektromos jelenség kvantumjelenség, és Einstein nem tudta elfogadni azt a kvantumelméletet, amely szerint a kezdeti állapotból nem jósolható meg a rendszer pontos fejlődése, csak valószínűségeket lehet mondani az egyes események bekövetkezésére.
Ami említésre méltóvá teszi ezeket a cikkeket az az, hogy mindegyik esetben merészen vesz egy ötletet az elméleti fizikából, levonja logikai következtetéseit, és sikerül olyan kísérleti eredményekre fényt vetnie, melyek évtizedek óta zavarba ejtették a fizikusokat.
Ezeket a cikkeket az Annalen der Physik kiadvány számára küldte el. Gyakran hivatkoznak erre az esztendőre úgy mint „Annus Mirabilis”-ra (latinul: A csodák éve). Ezek miatt ünnepelték a századik évfordulón, 2005-ben a fizika világévét.

#### Brown-mozgás
Az 1905-ben írt első cikkének címe „Az álló folyadékbeli kis részecskék mozgásáról, melyet a hő molekulamozgásának elmélete megkövetel”. Ebben írta le a Brown-mozgással kapcsolatos tanulmányait. Felhasználva az akkor vitatott kinetikus folyadékelméletet megállapította, hogy ez a jelenség – amelyet a megfigyelése után évtizedekkel is kielégítő magyarázatra vár –, kísérleti bizonyítékot szolgáltat az atomok létezésére. Ez hitelt adott a statisztikus mechanikának is, melynek jogossága akkoriban vitatott volt.
A cikket megelőzően az atomok hasznos segédfogalomnak tűntek; a fizikusok és kémikusok egyaránt erősen kételkedtek az atomok valóságos létezésében. Az atomi viselkedés Einstein-féle statisztikai tárgyalásmódja utat mutatott a kísérletező tudósoknak, hogyan lehet megfigyelni atomokat közönséges mikroszkópon keresztül.
Wilhelm Ostwald, aki korábban az atomellenes iskola egyik vezetője volt később elmondta Arnold Sommerfeld német fizikusnak, hogy Einstein a Brown-mozgásra kidolgozott magyarázata vezette őt az atomok létezésének elfogadásához.

#### Fényelektromos jelenség
A második tanulmányában („Egy, a fény keletkezésével és átalakulásával kapcsolatos heurisztikus nézőpontról”), vetette fel „fénykvantum” ötletét (amit most fotonnak hívnak), és mutatta meg, hogyan lehet használni ezt az elméletet a fényelektromos jelenség (vagy fotoeffektus) magyarázatára. A fénykvantum ötletét Max Planck német fizikus munkája adta, amelyben levezette a feketetest-sugárzás törvényét azzal a feltételezéssel, hogy a fényenergia csak diszkrét mennyiségekben, ún. „kvantumokban” tud elnyelődni és kibocsátódni. Einstein megmutatta, ha feltételezi, hogy a fény valóban csak diszkrét csomagokban terjed, akkor meg tudja magyarázni a fényelektromos jelenség furcsa tulajdonságait.
A fénykvantum ötlete ellentmond James Clerk Maxwell skót fizikus és matematikus által kidolgozott hullámelmélet egyenleteinek, mely szerint a fény elektromágneses sugárzás, és annak a feltevésnek, hogy a fizikai rendszerek energiája végtelen kicsi részekre osztható. Bár a kísérletek kimutatták, még ezután sem fogadták el általánosan, hogy Einstein egyenletei a fényelektromos jelenségre pontosak. 1921-ben, amikor megkapta a Nobel-díjat, az indoklásban a fényelektromos jelenséggel kapcsolatos munkáját név szerint is megemlítették. A legtöbb fizikus a későbbiekben elfogadta, hogy az egyenlet (hf = Ekilépési + Emozgási) helyes, és a fénykvantumok léteznek.
A fénykvantumok elmélete komoly jel volt, hogy létezik egyfajta hullám-részecske kettősség: a fizikai rendszerek hullámszerű és részecskeszerű tulajdonságot is képesek mutatni. Ez az elképzelés szolgált alapvető útmutatóként a kvantummechanika kidolgozói számára. A fényelektromos jelenségről teljes képet csak a kvantummechanika kidolgozása után kaptunk.

#### Speciális relativitáselmélet

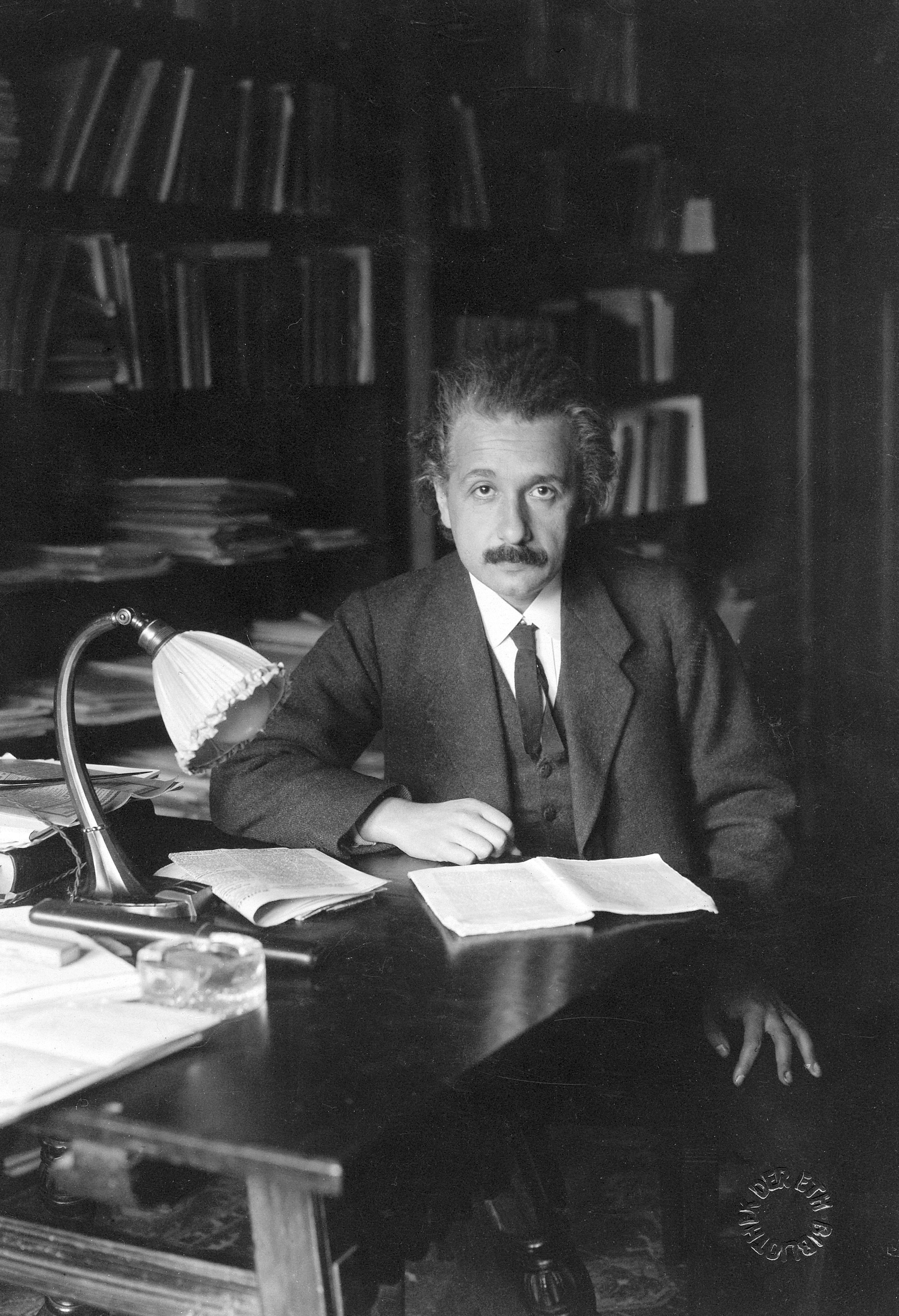
Einstein 1920-ban

Einstein harmadik dolgozata „A mozgó testek elektrodinamikájáról” (eredeti nyelven, németül: "Zur Elektrodynamik bewegter Körper") címet viselte. 
Ez a munka vezeti be a speciális relativitáselméletet: az idő, a távolság, tömeg és energia olyan elméletét, mely összhangban van az elektromágnesességgel, de még nincs benne a gravitáció. A speciális relativitás szolgált a Michelson-Morley kísérlet óta fennálló rejtély megoldására. A kísérlet kimutatta, hogy a fénysebesség állandó, és nem függ a megfigyelő mozgásától. Ez a newtoni klasszikus mechanika szerint lehetetlen volt.
George Fitzgeraldnak már 1894-ben az volt a feltevése, hogy a Michelson-Morley eredmény megmagyarázható, ha a testek mozgásirányban megrövidülnek. Mégis a dolgozat alapvető egyenleteinek magvát, a Lorentz-transzformációt a holland fizikus, Hendrik Lorentz vezette be 1903-ban, matematikai formát adva Fitzgerald elképzelésének.
Einstein magyarázata két axiómára épült: Galilei régi ötletére, hogy a természet törvényeinek minden egymáshoz képest egyenletesen mozgó megfigyelő számára azonosnak kell lenniük, és arra a szabályra, hogy a vákuumbeli fénysebesség minden, egymáshoz képest inerciarendszerben lévő megfigyelő számára azonos. Az elméletnek számos szokatlan következménye van, mert az idő és tér abszolút voltát elveti. Az elméletet később nevezték el speciális relativitáselméletnek, hogy megkülönböztessék az általános relativitáselmélettől, mely minden megfigyelőt egyenértékűnek tekint, nem csak az egyenletesen mozgókat.
Az elmélet bővelkedik paradoxonokban, és közlésekor úgy tűnt, nem sok értelme van. Ezt felhasználták arra, hogy Einsteint kigúnyolják, de sikerült kidolgoznia a felmerülő ellentmondásokat, és megoldania a problémákat.

#### Tömeg-energia egyenértékűség
A negyedik dolgozat „Függ-e a test tehetetlensége az energiájától?”, mely 1905 végén került publikálásra, a relativitás axiómájának újabb következményét mutatta meg, a híres egyenletet, mely szerint a test energiája (E) megegyezik a tömegének (m) és a fénysebesség (c) négyzetének szorzatával:
E = mc²
Einstein ennek az egyenlőségnek komoly jelentőséget tulajdonított, mert megmutatta, hogy a tömeggel rendelkező részecskéknek nyugalomban is van energiájuk, ún. „nyugalmi energia”, ez különbözik a mozgási és a helyzeti energiától. Ennek ellenére a legtöbb tudós ezt csak különlegességnek tekintette az 1930-as évekig.
A tömeg-energia ekvivalenciával magyarázható, hogyan képesek a nukleáris fegyverek hatalmas energiát termelni. Ha megmérjük az atommag tömegét, azt tapasztaljuk, hogy az kisebb, mint az őt alkotó részecskék tömegeinek összege. Ebből a hiányzó tömegből kiszámolható, mekkora energia van az „atommagba zárva”. Ez lehetővé teszi, hogy kiszámítsuk, mely atommag-átalakulások járnak energiafelszabadulással, és mekkorával. Egyszerű számítással meghatározható a maghasadáskor felszabaduló energia, ha tudjuk az urán atommagjának és a keletkező atommagoknak a tömegét.

### Középső évek
1906-ban Einstein másodosztályú technikai vizsgálóvá lépett elő, majd 1909-ben a Zürichi Egyetem docensnek hívta meg.
1911-ben a Prágai Károly Egyetem rendes professzora lett egy évre. Ebben az időben együtt dolgozott a matematikus Grossmann Marcell-lal, aki megismertette az általános relativitáselmélethez szükséges Riemann-geometriával. 1912-ben kezdett el Einstein az időre mint negyedik dimenzióra hivatkozni.
1914-ben, éppen az első világháború kitörése előtt lett Einstein Berlinben a helyi egyetem professzora és a Porosz Tudományos Akadémia tagja. Háborúellenessége és zsidó származása annyira zavarta a német nacionalistákat, hogy a már ekkor világhírű tudós elméleteit megpróbálták hiteltelenné tenni egy ellene szervezett kampányon keresztül.
1914-től 1933-ig a Vilmos Császár Fizikai Intézet igazgatójaként dolgozott. Ez alatt az idő alatt tette legtöbb úttörő felfedezését, és kapta meg a Nobel-díjat is.
1922-ben Einstein és felesége Elsa Japánba ment a Kitano Maru gőzhajóval. Jártak Szingapúrban, Hongkongban és Sanghajban is.

#### Általános relativitás

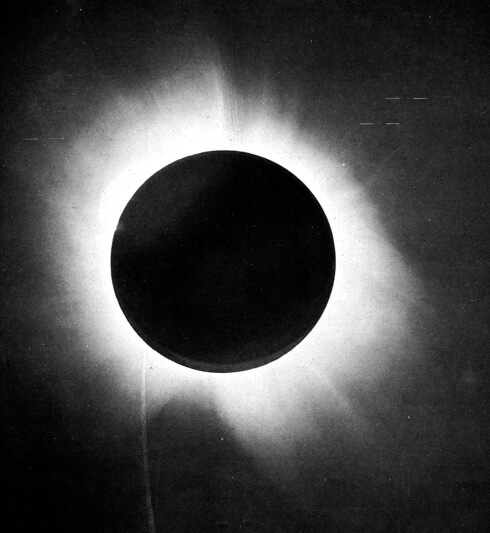
Eddington 1919. novemberi napfogyatkozásról felvett fényképe

1915 novemberében előadássorozatot tartott a Porosz Tudományos Akadémián (Preußische Akademie der Wissenschaften), amiben leírta az általános relativitáselméletet. Az utolsó előadás tetőpontja az volt, hogy bevezette a newtoni gravitációelméletet felváltó egyenletét. Az elmélet szempontjából minden megfigyelő egyenértékű, nem csak azok, akik állandó sebességgel mozognak. Az általános relativitáselméletben a gravitáció nem erő (ahogy a newtoni elméletben), hanem a téridő görbületének következménye. Ez az elmélet szolgált a kozmológia megalapozására és a világegyetem sok tulajdonságának megértésére, melyet jóval Einstein halála után fedeztek fel. Az elmélet nem kísérletezés és megfigyelés során született, hanem matematikai következtetéssel és elméleti következtetésekkel. Einstein egyenletei jóslatokat tettek lehetővé; amikor ezeket méréssel ellenőrizte Arthur Eddington, pontosnak bizonyultak. Azt mérték, hogy napfogyatkozás alkalmával a Naphoz közeli csillag fényét mennyire hajlítja el a Nap gravitációja: 1919. november 7-én a The Times, neves angol napilap ezt írta első oldalán nagybetűkkel: „Revolution in Science – New Theory of the Universe – Newtonian Ideas Overthrown.” (Forradalom a tudományban – Új Világegyetem-elmélet – Newton elmélete megdöntve) Tudományos körökben az elméletnek ellentmondó jelenséget a mai napig nem találtak.
Ennek ellenére nem mindenki hitt az elméletben. Voltak, akik az Einstein-féle kísérletértelmezéssel nem értettek egyet, mások egyszerűen elképzelhetetlennek tartották az életet egy abszolút vonatkoztatási rendszer nélkül. Einstein szerint sokan egyszerűen nem értették meg az azt leíró matematikát.
Az 1920-as években Einstein volt a vezető alakja a Berlini Egyetemen hetente rendezett fizika kollokviumnak. 1921. március 30-án New Yorkba ment, hogy előadást tartson az új relativitáselméletéről. Ugyanebben az évben Nobel-díjjal jutalmazták a fényelektromos jelenséggel kapcsolatos munkájáért. 1921-ben a relativitáselmélet túlzottan vitatott volt ahhoz, hogy Nobel-díjat érdemeljen, emiatt döntött úgy a Nobel-bizottság, hogy egy korábbi munkájáért adják oda.

#### Koppenhágai értelmezés
Einstein kapcsolata a kvantummechanikával elég érdekes volt. Ő volt az első, még Max Planck, a kvantum felfedezője előtt, aki azt mondta, hogy a kvantumelmélet forradalmi elmélet. Az ötlete, hogy a fény kvantumokból áll, említésre méltó változás a fizika klasszikus értelmezéséhez képest. 1909-ben bemutatta első dolgozatát egy fizikuscsoportnak, és kijelentette, hogy meg kell találniuk a módját, hogy a hullámot és a részecskét egyként tudják felfogni.
Az eredeti kvantummechanikát az 1920-as évek közepén felváltó új kvantummechanika Einsteinnek csalódást okozott, mivel azt valószínűségi, és nem szemléltethető alapokra helyezte. Einstein ugyan egyetértett azzal, hogy akkoriban ez volt a legelfogadhatóbb elmélet, de egy még „teljesebb” magyarázatot várt: még determinisztikusabbat.
1926-ban levelet írt Max Bornnak, ebből való Einstein híres megjegyzése:
„A kvantummechanika bizonyára hatásos. Mégis egy belső hang azt súgja nekem, hogy ez még nem az igazi. Sok mindent mond az elmélet, de nem igazán visz közelebb az Öreg (Isten) titkához. Én legalábbis meg vagyok győződve, hogy Ő nem dobókockázik.”
Niels Bohr, aki gyakran vitatkozott Einsteinnel a kvantummechanikáról, ezt felelte: „Ne mondd meg Istennek, hogy mit kell csinálnia!”
Nem önmagában a valószínűségi elméletet utasította el – Einstein valószínűségi elemzéseket végzett a Brown-mozgásról és a fotoeffektusról szóló művében, a „csodálatos 1905-ös év” előtti művében is – mégis úgy gondolta, hogy a fizikai jelenségek alapjában véve determinisztikusak.

#### Bose–Einstein-eloszlás
1924-ben Einstein egy rövid dolgozatot kapott Satyendra Nath Bose fiatal indiai fizikustól, amiben a fényt fotonokból álló gázként írja le, és megkérte Einsteint, hogy segítsen a publikálásában. Einstein megállapította, hogy hasonló energiaeloszlás lehet érvényes az atomokra is, és egy cikket közölt német nyelven, ebben leírta Bose modelljét, és elmagyarázta a modell következményeit. A Bose–Einstein-eloszlás, mint azóta kiderült, a bozonok (például a fotonok) eloszlását írja le.
Einstein a kvantum-Boltzmann-eloszlás kifejlesztésében segédkezett Erwin Schrödingernek. Ez egy kevert, klasszikus és kvantumos gázmodell. Időközben rájött, hogy ez kevésbé jelentős a Bose–Einstein-modellnél, és elutasította, hogy a neve szerepeljen a dolgozaton.

### Késői évek
Einstein és korábbi tanítványa, Szilárd Leó együtt fejlesztettek ki egy hűtőgépet, 1926-ban. 1930. november 11-én az 1781541-es számú amerikai szabadalmat kapták meg. A szabadalom szerint „A találmány olyan hűtőgépre vonatkozik, melynél folyékony fémet az elektromos áramtól átjárt cseppfolyós fémre ható mágneses mező mozgat.” (Ma ezen az elven hűtik az atomerőművek tenyésztőreaktorait, mivel nincsenek benne könnyen meghibásodó alkatrészek: forgórészek és dugattyúk.)

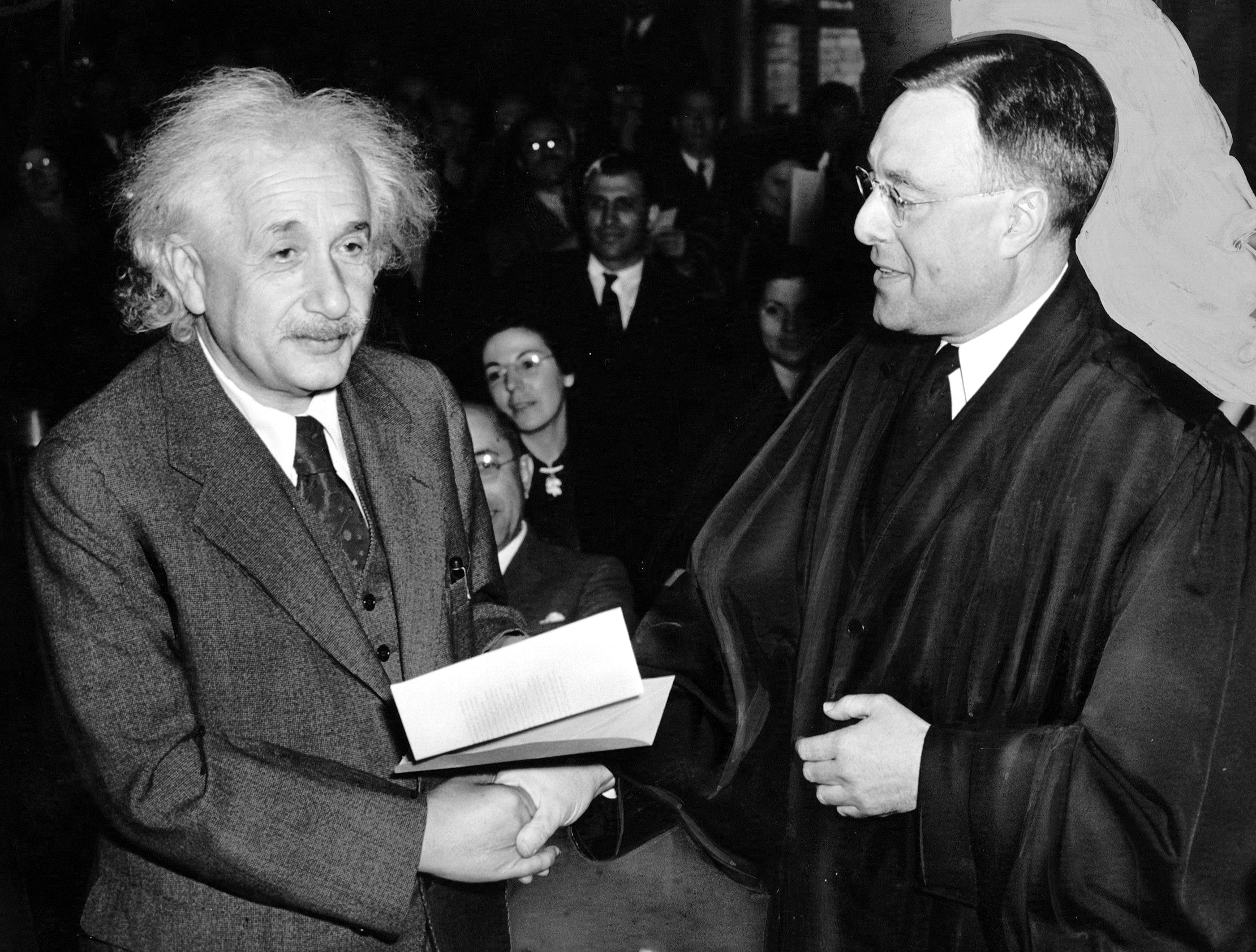
1940-ben Albert Einstein megkapja amerikai állampolgárságát. A hivatalos dokumentumot Phillip Forman bírótól veszi át

1933-ban, amikor Adolf Hitler kancellár lett, kormányzásának egyik első döntése értelmében eltávolították a zsidókat és a politikailag gyanús állami alkalmazottakat (egyetemi tanárokat is beleértve) az állásukból, hacsak előtte nem bizonyították lojalitásukat Németország iránt azzal, hogy az első világháborúban mellette szolgáltak.
1932 decemberében Einstein úgy döntött, hogy az Amerikai Egyesült Államokba költözik; ezt megelőzően már több éven keresztül telelt a kaliforniai Institute of Technologyn Pasadenában, azonkívül előadó volt az Abraham Flexner újonnan alapított Institute for Advanced Studyján is Princetonban, New Jerseyben. Az országban állandó tartózkodási engedélyt kapott.
Az Einstein család Princetonban vett magának házat (itt halt meg Elsa, 1936-ban); a tudós nélkülözhetetlen előadó maradt az Institute for Advanced Studyn, egészen 1955-ös haláláig. Miután 1940-ben amerikai állampolgár lett, megtartotta svájci állampolgárságát is.
Az 1930-as évektől a második világháborúig Einstein eskü alatt tett nyilatkozattal segítette amerikai vízumhoz jutni a zsidóüldözés elől menekülő európaiakat. Ezenkívül cionista szervezeteknek gyűjtött pénzt, és részben ő alapította az 1933-ban létrejött Nemzetközi Mentő Egyletet.
Eközben Németországban a nemzetiszocialisták gyűlöletüknek hangot adva Einsteint azzal vádolták, hogy „zsidó fizikát” művel, a „német (árja) fizikával” szemben. A nácizmussal rokonszenvező fizikusok (többek között a Nobel-díjas Johannes Stark és Lénárd Fülöp) hiteltelenné próbálták tenni az elméleteit, és politikai feketelistára helyezni azokat a német fizikusokat, akik hittek bennük, így Werner Heisenberget is. Fő érvük az volt, hogy túl sok érthetetlen matematikai alapra helyezik fizikai elméleteiket.
Einstein életének utolsó negyven évét azzal töltötte, hogy a gravitációt és az elektromágnesességet egyesítse, új értelmet adva a kvantummechanikának. Ez máig napirenden van a fizikában (kvantumgravitáció, húrelmélet).

#### Institute for Advanced Study
Az Institute for Advanced Studyban végzett munkájának középpontjában a fizikai törvények egyesítése állt, melyet Einstein „egyesített térelmélet”-nek nevezett. Megkísérelt egy modellt találni, amely bizonyos körülmények mellett az összes alapvető kölcsönhatást egyetlen kölcsönhatás (erő) különböző megjelenési formáiként adja. A kísérlete balsorsra volt ítélve, hiszen az erős kölcsönhatás és a gyenge kölcsönhatás különbözőségét csak az 1970-es években értették meg, 15 évvel Einstein halála után. Einstein erőegyesítési célja tovább él, egyik említésre méltó kísérlet erre a húrelmélet.

#### Általános elmélet
Einstein belekezdett az általános gravitációelmélet, és a gravitáció és az elektromágneses erő általános törvényének munkájába: megkísérelte az alapvető kölcsönhatások egyesítését és egyszerűsítését. Elméletét 1950-ben írta le a Scientific American című folyóiratban. Az általános gravitációelmélet kutatásában egyre elszigeteltebb lett (erőfeszítései miatt őrült tudósnak is bélyegezték). Rengeteg kísérlete ellenére próbálkozása, hogy egyesítse az általános relativitáselméletet és a kvantummechanikát, végül is sikertelennek bizonyult.

#### Utolsó évei
1948-ban Einstein tagja volt annak a bizottságnak, amely megalapította a Brandeis Universityt.
1952-ben, amikor Háim Weizmann izraeli elnök elhunyt, az izraeli kormány felkérte Einsteint, legyen ő a második elnökük. Ő ezt elutasította: „Mélyen meghatott az izraeli állam felkérése, azonban szomorú vagyok és szégyellem magam, de nem tudom ezt elfogadni.” Ő volt az egyedüli amerikai állampolgár, akinek valaha is pozíciót ajánlottak egy idegen állam vezetésében.
1953-ban még kiadta a módosított egyesített térelméletét. Álmában halt meg egy princetoni kórházban 1955. április 18-án, megoldatlanul hagyva az általános gravitációelméletet. Csak egy ápolónő volt jelen a halálos ágyánál, aki elmondta, hogy a beteg német szavakat mormolt, amelyeket ő nem értett. Még aznap elhamvasztották, mindenféle ceremónia nélkül a New Jersey-beli Trentonban, ahogy ő kívánta. Hamvait ismeretlen helyen szórták szét.
Agyát dr. Thomas Stoltz Harvey, a halottszemlét végző patológus a család engedélye nélkül eltávolította a holttestből, megvizsgálta, de nem talált semmi érdemlegeset. 1999-ben a McMaster University részletesebb vizsgálata kimutatta, hogy a fali burkolati területe hiányzik, és ennek ellensúlyozására belső fali lebenye 15%-kal szélesebb a szokásosnál. Ez a régió felelős a matematikai gondolkodásért és a térlátásért.

## Személyisége

### Világnézeti látásmódja

#### Filozófiai nézetek
Filozófiai nézeteit tekintve, ifjúkorában a logikai pozitivizmus és ezen belül is elsősorban Ernst Mach hatása alá került: 18 éves kora körül (1897 táján) ismerkedett meg az említett szerző két könyvével, a Mechanikával és a Hőtannal, főleg az előbbit tartotta nagyra. Nézeteinek maga adott hangot egy 1913-ban Machhoz írt levelében (ezen kívül pedig számos későbbi művében és megnyilatkozásában), amelyben zseniálisnak nevezte annak elgondolásait és alaptalannak a Mach–Planck-vita során Planck által megfogalmazott kritikákat – a vita arról szólt, hogy az akkori fizika által leírt világkép „valóságos”, az emberi tudattól független-e, ahogy a realista Planck gondolta, tehát hogy létrehozása során a tudat alkalmazkodik a valósághoz; vagy pedig épp fordítva: a tudat csak egy képet hoz-e létre, amely csak célszerű gondolati konstrukció, az érzetek észszerűsített rendszerezése-e, ahogy a szenzualista talajon álló pozitivista Mach hirdette. Planck szerint Mach azért szerezhetett nézeteinek bizonyos népszerűséget, mert a hitelét vesztett newtoni mechanisztikus világkép ellen harcolt, azonban nézetei emellett a fizikai világkép valóban értékes részeit is lerombolják.
Einstein azonban nem sokáig maradt Mach feltétlen híve, és már korai írásaiban is találhatóak olyan gondolatok, melyek pozitivista alapon nem értelmezhetőek hitelesen. Egyik barátjának, M. A. Bessónak – valószínűleg ő volt, aki megismertette Mach nézeteivel – 1918-ban írt levelében Einstein Newton első törvényét, a fénysebesség állandóságának elvét, és a tehetetlen és súlyos tömeg egyenlőségét kétségtelen tényeknek nevezi, 1919-ben pedig Paul Ehrenfestnek írva a valamennyi inerciarendszer ekvivalenciáját kimondó tételt „empirikusnak” nevezte.
A jelek arra utalnak, hogy lassú eltávolodása a pozitivizmustól már 1907-ben elkezdődött, amikor is nem hajlandó elvetni a relativitáselméletet Walter Kaufmann egy olyan kísérlete miatt, melynek eredményei jobban összhangba hozhatóak voltak Bucherer és Abraham elektronelméletével, mint a sajátjával. Az eredményeket elfogadta, de a relativitáselmélethez mégis ragaszkodott, mondván, hogy az átfogóbb jellegű (márpedig a megfigyeléseket elsődlegesnek tartó pozitivista ilyet nem tehetne).
A pozitivizmustól való eltávolodásnak a témával foglalkozó szerzők számos okát is feltételezik. Számos filozófiai részletkérdésben, így pl. az atomok létezése (amiket Mach puszta absztrakcióknak tartott), vagy a machi „célszerűség”, „gondolati gazdaságosság” kérdésében, mellyel a tudományos elméleteket kritikusai szerint puszta pszichológiai konstrukciókká fokozta le, nem tudtak egyetérteni. Bár Mach módosította (vagy legalábbis jobban kifejtette) ez irányú elképzeléseit, és biztosította Einsteint, hogy nem gondolja lélektani jellegűnek az utóbbi fogalmat, ez sem Planckot, sem Einsteint nem elégítette ki. Einstein bizonyos tekintetben realistább, objektivistább volt Machnál abban a kérdésben, hogy a fizikai elméletek objektíve létező dolgokat (és nem pusztán érzeteket) is leírhatnak, más tekintetben viszont kevésbé, ugyanis a relativitáselméletén dolgozva rájött, hogy egész egyszerűen nem lehet minden benne szereplő matematikai mennyiségnek érzetszerű, szemléletes jelentést tulajdonítani. „Csakhamar láttam” – írta „Hogyan látom a világot?” c. könyvében – „hogy a nemlineáris transzformációk bevonása az elméletbe, amint ezt az ekvivalenciaelv megkövetelte, végzetes a koordináták fizikai interpretálására… azaz, hogy többé nem követelhetjük meg, hogy a koordinátakülönbségek ideális méterrudakkal, illetve órákkal végzett mérések közvetlen eredményeit jelentsék. Csak 1912 körül találtam meg a dilemmából kivezető utat: nem a koordinátakülönbségeknek van fizikai jelentése, hanem a hozzájuk tartozó Riemann-metrikának.” Fizikai szempontból pl. a fénysebesség állandóságának kérdésében sem tudták álláspontjaikat összeegyeztetni, Mach fenomenalisztikus ismeretelmélete ugyanis az előbbi szükségszerű elvetését jelentette volna. A speciális relativitáselmélet kidolgozásakor még erősen Mach hatása alatt állt, és az elméletet egyszerűen a fizikai elméletek formális egyszerűsítésének fogta fel. Az általános relativitáselmélet és a benne foglalt átfogó gravitáció-kép megalkotásának azonban csak annak a pozitivista elvnek a feladásával sikerült, miszerint egy elméletet csak közvetlenül megfigyelhető elemekből lehet felépíteni. Így szükségszerűleg adta fel pozitivista elképzeléseit, és közeledni kezdett a realizmushoz.

#### Vallásosokhoz való viszonya
Érdekes módon Einsteint istenhívőnek és ateistának is egyformán állítják egyesek, a tőle való kiemelt idézések sorait felhozva példának. Szabadgondolkodónak is, Spinoza Istenében hívő panteistának is tekintették már. Sok zavart okozhat a megítélésben, hogy Einstein igen gyakran példálózott Istennel, amit sokan az istenhit bizonyítékának vélnek, míg mások szerint Einsteinnek Isten csak példálózni volt jó. Világnézete minden bizonnyal változott az idők során. Talán az egyik ilyen váltópont 12 éves korában történhetett:
„A hajszából az első kivezető utat a vallás mutatta, melyet a hagyományos nevelő-oktató gépezet minden gyermekbe beleplántált. Így lettem én is – noha vallástalan (zsidó) szülők gyermeke voltam – mélyen vallásos, ez azonban 12 éves koromban hirtelen véget ért. A népszerű tudományos művek olvasása során hamarosan meggyőződtem arról, hogy a bibliai történetek jó része nem lehet igaz. Ennek következményeként szinte fanatikus szabadgondolkodóvá váltam, amihez az az érzés társult, hogy az állam szántszándékkal hazudik az ifjúságnak. Ennek az élménynek az lett a következménye, hogy bizalmatlan lettem minden tekintéllyel szemben, szkeptikussá lettem a mindenkori társadalmi környezetben élő meggyőződésekkel szemben” (Részlet Albert Einstein 1946-ban írt önéletrajzából)
Egy másik idézet: „Én egy mélységesen vallásos hitetlen vagyok; ez egy új vallásféle.”
Levél Hans Muehsamhoz (1954. március 30.); Einstein Archívum 38–434
„Az a szó, hogy «isten», számomra semmi más, mint az emberi gyengeség kifejezése és terméke; a Biblia tiszteletreméltó, ám primitív és meglehetősen gyermeteg legendák gyűjteménye.”- Einstein saját kezűleg, német nyelven írt levele 1954-ben Erich Gutkind filozófusnak.
Einstein születésekor köztudottan német állampolgár és zsidó származású ember volt, nagyra becsülte Assisi Szent Ferenc életfilozófiáját, valamint rendszeresen olvasta a hindu és a buddhista forrásmunkákat is.

### Politikai látásmódja
Albert Einstein demokratikus szocialista nézeteket vallott.
Az első világháború kezdetekor intenzíven foglalkoztatta a politika. Belépett az Új Anyaország Szövetségbe (Bund Neues Vaterland), amelynek a célja a jövőbeli háborúk megakadályozása volt.
1918-ban Einstein aláírta a Német Demokratikus Párt (DDP) megalapításához szükséges felhívást. 1932-ben csatlakozott a Sürgős Felhívás nevű szervezethez Heinrich Mann-nal és Ernst Tollerrel együtt. A szervezet célja az volt, hogy fellépjenek a nácizmus ellen.

#### Pacifizmus
Einstein már az első világháború alatt is kitűnt háborúellenes magatartásával. 1922-ben tagja lett a Szellemi Együttműködés Bizottságának, amely a jövőbeli háborúk megakadályozására jött létre. Ekkortájt Einstein Sigmund Freuddal sokat levelezett „Miért a háború?” címmel.

#### Cionizmus
Einstein 1911-ben a prágai Károly Egyetemen magát vallástalannak vallotta. Csak az osztrák-magyar iratokon szerepelt a vallásánál, hogy zsidó.
1918-ban egy dokumentumot írt alá, amelyben vállalta, hogy Németországban Zsidó Kongresszust fognak tartani, amin ő is részt vesz. A kongresszus nem valósult meg, mivel a nácizmus előretört Németországban.

#### Atombomba
Einstein 1939. augusztus 2-án Szilárd Leó ösztönzésére levelet küldött az Egyesült Államok elnökének (amit lényegében Szilárd fogalmazott) azzal a figyelmeztetéssel, hogy nemcsak Fermi és Szilárd amerikai kutatók, hanem a francia Joliot is az atomenergia gyakorlati demonstrációjának küszöbén áll és az atomenergia gyakorlati célokra való használhatóságának bizonyítása minden valószínűség szerint egy óriási erejű bomba előállításához fog vezetni. Arra intette az elnököt, hogy az amerikai kutatás jelentős anyagi támogatása, valamint lényeges mennyiségű uránérc biztosítása kísérleti célokra az Egyesült Államok számára létfontosságú, mert a németek hasonló kísérleteket folytatnak és a meghódított Csehszlovákiából már az uránérckivitelt betiltották, tehát annak használatát tervbe vették. (A levél szövege itt olvasható magyarul.) Ennek a levélnek volt köszönhető mind az anyagi alap, mind az uránérc biztosítása a chicagói egyetem atommáglyájának létrehozásához és a Manhattan project (Manhattan terv) megteremtéséhez, ami biztosította az atombomba elsőségét az Egyesült Államok számára.
Az atombomba tervezése, kivitelezése és kipróbálása idején mind Einstein, mind pedig a magyar majd német egyetemeken képzett, de Amerikába menekült fizikusok létfontosságúnak látták az atombomba kifejlesztését, később azonban, annak hatásáról értesülve a bomba betiltásának, illetve nemzetközi felügyeletének szóvivőivé váltak.
A tudós 1947-ben részt vett a Német probléma országos konferenciáján olyan prominens személyekkel, mint Eleanor Roosevelt és Henry Morgenthau. A konferencián arra a döntésre jutottak, hogy „minden terv Németország gazdasági és politikai hatalmának feltámasztására komoly veszélyt jelentett a világra nézve”.

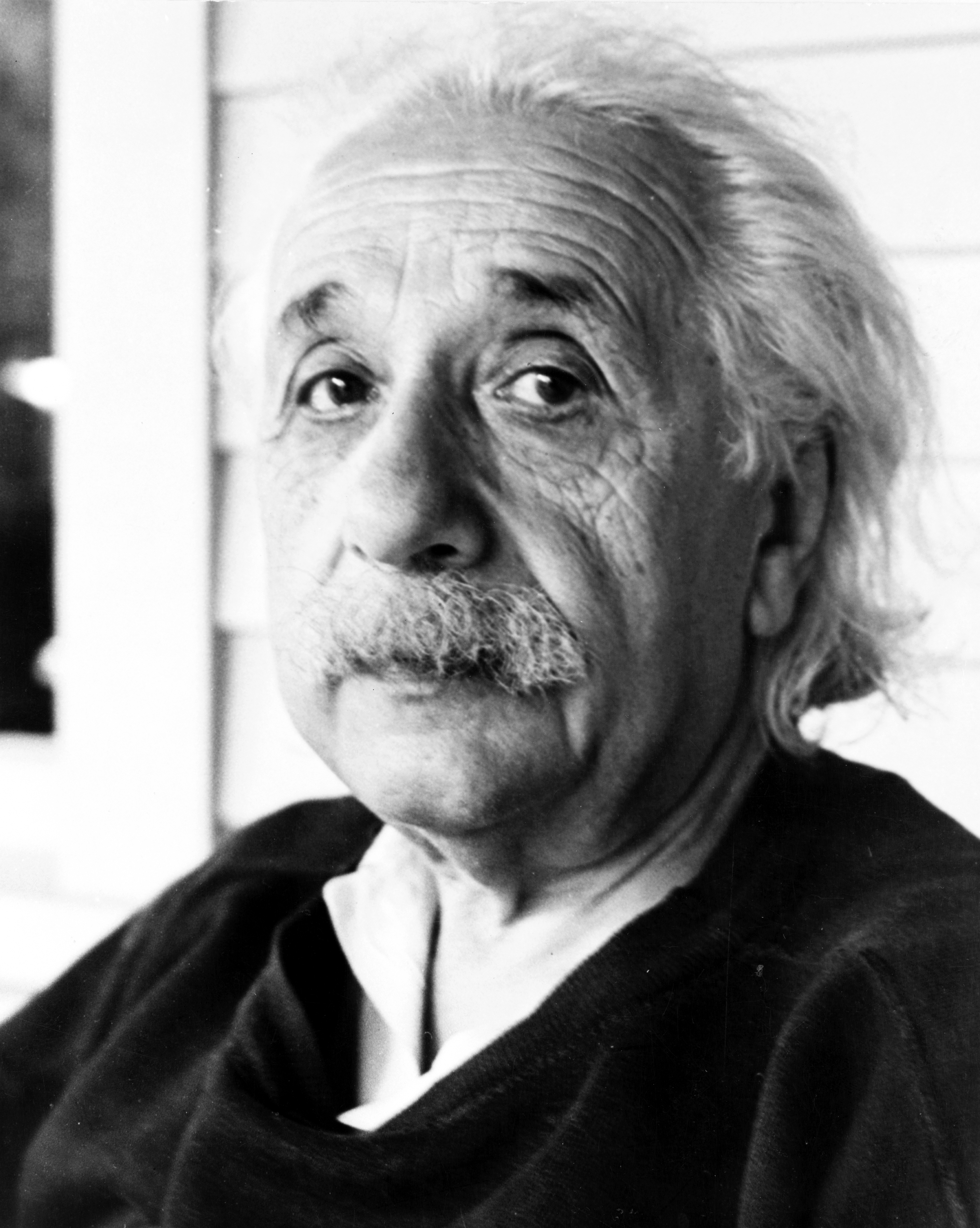
Einstein kései éveiben

#### Az ulmi utcaelnevezés
1920-ban Ulm város főpolgármestere előbb óvatosan a tübingeni egyetemnél érdeklődött, hogy vajon Einstein tudományos munkássága valóban olyan jelentőségű-e, mint amilyet az újságok neki tulajdonítanak. Csak miután az egyetem válasza Einsteint a második Newtonnak titulálta, vette fel Ulm a kapcsolatot híres szülöttével, és később, 1922-ben, amikor Einstein megkapta a fizikai Nobel-díjat, utcát is elnevezett róla (Einsteinstraße).
Amikor a főpolgármester 1929-ben az 50. születésnaphoz gratuláló levelében az utcanévről is beszámolt neki, Einstein így válaszolt: „A rólam elnevezett utcáról hallottam már. Vigasztalt a gondolat, hogy én nem vagyok felelőssé tehető azért, ami az utcában történik.”
Alig négy évvel később azonban, 1933-ban az Einsteinstraße nevű utca új nevet kapott a nem-zsidó német filozófus Fichte után. Az utcát 1945-ben újra visszakeresztelték Einsteinstraße névre. Amikor egy évvel később felhívták a névváltoztatásokra Einstein figyelmét, ezt mondta: „Az utcanevek fura történetéről annak idején tudomást szereztem, és nem kevéssé mulattam rajta. Azt már nem tudom, hogy változott-e a helyzet azóta, és még kevésbé, hogy mikor kerül sor a következő átnevezésre, de a kíváncsiságomat fékezni tudom. (...) Szerintem egy semleges név, mondjuk a »Szélkakas utca« a németek politikai lényéhez jobban illene, és feleslegessé tenné a későbbi átkeresztelgetést.”

## Einstein emlékezete
- 1999-ben a Time magazin „Az évszázad emberének” választotta[28]
- Egy kisbolygó neve (2001 Einstein)
- A Yechiva University kart nevezett el róla: Albert Einstein Orvostudományi Kar[29]
- Albert Einstein Orvosi Centrum[30]
- Az Ifjú Einstein címmel egy 1988-as ausztrál vígjáték foglalkozik nagy jelentőségű találmányokkal
- A kémiai 99-es elemet einsteiniumnak hívják
- Tiszteletére nevezték el a fotokémiában az einstein egységet
- Nevét viseli a München és Prága között közlekedő EuroCity járat

## Híres mondásai a forrás megjelölésével
Bővebben: Albert Einstein a Wikiidézetekben 
- Isten nem kockázik![31]
- Isten titokzatos ugyan, de semmiképpen nem rosszindulatú![32]

## Különcsége
Többek, például Teller Ede elmondása szerint sosem viselt zoknit, továbbá Faludy György figyelmét is ő hívta fel 1947-ben a ruhadarab viselésének kockázataira.

## Magyar vonatkozások
- Lánczos Kornél közvetlen munkatársa volt Einsteinnek. (Lánczos Matter Waves and Electricity című dolgozatára Einstein egy Lánczosnak írt levelében úgy reflektál, hogy „Ön az egyetlen, általam ismert ember, akinek ugyanaz a beállítottsága a fizikával kapcsolatban, mint nekem…”)[34]
- Szilárd Leóval együtt fejlesztettek ki egy hűtőgéptípust 1926-ban (lásd Késői évek).
- A Magyarországon született Grossmann Marcell csoporttársa volt Einsteinnek. Ő ismertette meg azzal a matematikai apparátussal (Riemann-geometria), ami az általános relativitáselmélet kidolgozásában jelentős szerepet játszott. (A 48. Einstein szerelmeslevél tanúsága szerint 1901-ben Einstein még semmit sem tudott a nem-euklideszi geometriáról.)[35]
- Mileva Marić (1875–1948), Einstein szerb felesége az akkori Magyarország területén, Titelen (Bács-Bodrog megye, ma Vajdaság) született.
- Kemény János matematikust, a BASIC programozási nyelv létrehozóját 1948-ban az Institute for Advanced Study igazgatója, Robert Oppenheimer tanársegéddé nevezte ki Albert Einstein mellé.[36]
- Balázs Nándor fizikus szintén Einstein asszisztense volt.[37]
- Portrét készített róla Gellért Hugó magyar származású festőművész.
- A többi magyar vonatkozásról lásd az Einstein és a magyarok c. kötetben.

### Einstein a művészetben
- Podmaniczky Szilárd Albert Einstein Paprikáskrumpli című darabja 2010 februárjától látható az RS9 színházban.
- Tolcsvay László-Bródy János Dr. Hertz című musicaljének egyik meghatározó alakja Einstein, habár a vele kapcsolatos történet igen messze áll a valóságtól. 1988-ban mutatta be a darabot a Madách Színház.

## „Einstein-szorzó”
Einstein-szorzó: Főként fizikusok és matematikusok között elterjedt vicces-tréfás értékmérce. Aki közvetlenül találkozott és kezet fogott Einsteinnel, annak 1-es az Einstein-szorzója. A hármas szorzó azt jelenti, hogy kezet fogott azzal, aki kezet fogott azzal, aki kezet fogott Einsteinnel. Tehát az értékszám a kézfogási kapcsolódási pontok számát jelzi.

### Magyarul
- Albert Einstein: Hogyan látom a világot?, Gladiátor Kiadó, Budapest, 1995; ISBN 963-8043-04-0
- Einstein csodálatos éve: Öt cikk, amely megváltoztatta a fizika arculatát Archiválva 2020. augusztus 6-i dátummal a Wayback Machine-ben, Akkord Kiadó, 2005, Az eredeti cikkek valamint bemutatásuk és elemzésük, melyet a Bostoni Egyetem Einstein Tanulmányok Központjának igazgatója John Stachel végzett el, Roger Penrose előszavával
- Balogh Vilmos Szilárd: Einstein mítosztalanítása? – Az újabb Einstein-irodalomról, 40 évvel halála után, Mérleg, 1995/2, 219–230. o.
- Balogh Vilmos Szilárd: Einstein kiúttalan töprengései (100 éves az általános relativitáselmélet – és az évforduló alkalmából bejelentkeztek a gravitációs hullámok is), Mérleg (online), 2016-04-03
- Székely László (szerk.): Albert Einstein válogatott írásai. Typotex Kiadó, 2010 ISBN 978-963-279-158-6
- Gazda István (összeáll.): Einstein és a magyarok. Szakírók, bölcselők, publicisták a relativitáselmélet bűvöletében, 1905–1945, Akadémiai Kiadó, 2004; ISBN 963-05-8016-0
- Albert Einstein: A speciális és általános relativitás elmélete, Gondolat, Budapest, 1978; ISBN 963-280-662-X
- Jürgen Neffe: Albert Einstein igaz története, Typotex Kiadó, 2011; ISBN 978-963-279-426-6
- Jim Holt: Amikor Einstein Gödellel sétált. Kirándulás az értelem peremén; ford. Jakabffy Imre, Jakabffy Éva; Typotex, Bp., 2019; ISBN 978-963-493-055-6

### Más nyelven
- Zur Elektrodynamik Bewegter Körper von Albert Einstein Annalen der Physik, 1905. június 29. (Eredeti nyomdahű változat, PDF-ben), (németül)
- Legtöbb műve elérhető angolul, lásd a szócikk angol változatának szakaszát
- Ronald W. Clark: Albert Einstein – Leben und Werk, 100 Jahre Relativitätstheorie (2005), ISBN 3-85492-604-9, (németül)
- Klaus P. Sommer: Wer entdeckte die Allgemeine Relativitätstheorie? Prioritätsstreit zwischen – Hilbert und Einstein, Physik in unserer Zeit 36(5), 230–235. o. (2005), ISSN 0031-9252, (németül)
- Alexander Moszkowski: Einstein (1920) – Einblicke in seine Gedankenwelt, entwickelt aus Gesprächen mit Einstein, (németül)
- Alexis Schwarzenbach: Das verschmähte Genie. Albert Einstein und die Schweiz (2005), ISBN 3-421-05853-9; Historische Abhandlung der Schweizer Jahre und Beziehung von Einstein zur Schweiz, (németül)

## Fontosabb publikációi
- Albert Einstein: Zur Elektrodynamik bewegter Körper, Annalen der Physik, 322, 10, 891-921. (1905)
- Albert Einstein: Über einen die Erzeugung und Verwandlung des Lichtes betreffenden heuristischen Gesichtspunkt, Annalen der Physik, 17, 6, 132–148. (1905)
- Albert Einstein: Ist die Trägheit eines Körpers von seinem Energieinhalt abhängig?, Annalen der Physik, 323, 13, 639-641. (1905)
- Albert Einstein: Zur Theorie der Brownschen Bewegung, Annalen der Physik, 324, 2, 371-381. (1906)
- Albert Einstein: Die Feldgleichungen der Gravitation, Königlich Preussische Akademie der Wissenschaften: 844–847. (1915)
- Einstein, Albert; Podolsky, Boris; Rosen, Nathan: Can Quantum-Mechanical Description of Physical Reality Be Considered Complete?, Physical Review, 47, 10, 777–780. (1935)

### Magyarul
- A különleges és az általános relativitás elmélete. A nagyközönség számára; ford. Vámos Ferenc; Pantheon, Bp., 1921 (A Pantheon ismerettára)
- A különleges és az általános relativitás elmélete. A nagyközönség számára; ford. Vámos Ferenc; 3., átdolg. kiad.; Pantheon, Bp., 1922
- Hogyan látom a világot; ford. Szécsi Ferenc; Kirjat Széfer, Lugoj, 1935
- Hogyan látom a világot; ford. Szécsi Ferenc, a tudományos rész (V. fejezet) ford. átnézte Somogyi Mihály; Faust, Bp., 1935
- Albert Einstein–Leopold Infeldː Hogyan lett a fizika nagyhatalom?; ford. Kiss Kázmér; Lux, Bp., 1946
- A speciális és általános relativitás elmélete; ford. Vámos Ferenc, bev., jegyz. Novobátzky Károly, szerk., utószó Maróti Lajos; Gondolat, Bp., 1963
- Válogatott tanulmányok; vál. Tőrös Róbert, ford. Nagy Imre; Gondolat, Bp., 1971
- Hogyan látom a világot?; ford. Szécsi Ferenc, utószó Lengyel Béla; Gladiátor, Bp., 1994
- Idézetek Einsteintől; összegyűjt., szerk. Alice Calaprice, előszó Freeman Dyson, ford. Faust Zsuzsa; Alexandra, Pécs, 1997
- Albert Einstein–Sigmund Freudː Háború, de miért?; esszé Iszak Aszimov, ford. Bodnár György, Tóth Gergely; Glória, Bp., 1998 (Hírességek levelei)
- A speciális és általános relativitás elmélete; ford. Vámos Ferenc, jegyz. Novobátzky Károly, jegyz. kieg., utószó Nagy Károly; Kossuth, Bp., 2003
- Albert Einstein válogatott írásai; vál., előszó Székely László; Typotex, Bp., 2005 (Principia philosophiae naturalis)
- Újabb idézetek Einsteintől; vál., szerk. Alice Calaprice, előszó Freeman Dyson, ford. Bujdosó István; Alexandra, Pécs, 2010

### Kötetek
- Elek Tiborː Albert Einstein ismeretelméleti koncepciójáról és a relativitáselmélet filozófiai tartalmáról; KFKI, Bp., 1961
- L. D. Landau–J. B. Rumerː Nehéz kérdések. Mi a relativitáselmélet?; ford. Abonyi Iván, ill. Kassovitz Félix, Hévizi Piroska; Móra, Bp., 1961 (Búvár könyvek)
- Jánossy Lajos–Elek Tiborː A relativitáselmélet filozófiai problémái; Akadémiai, Bp., 1963
- Elek Tiborː Marxizmus és relativitáselmélet. Megjegyzések Albert Einstein tudományos önéletrajzához; Akadémiai, Bp., 1973
- Lánczos Kornélː Einstein évtizede. 1905–1915; ford. Terts István, előszó Müller Antal, jegyz. Kondor Imre; Magvető, Bp., 1978 (Gyorsuló idő)
- Albert Einstein. 1897–1955. Ajánló bibliográfia; összeáll. Róka Lászlóné; Kisfaludy Megyei Könyvtár, Győr, 1979
- Mit jelent ma számunkra Einstein? Gondolatok az emberről, tudományos munkásságáról és annak világnézeti hatásáról születésének 100. évfordulóján; szöveg Kunfalvi Rezső et al., összeáll., szerk. Abonyi Iván, Staar Gyula; TIT, Bp., 1980
- Johannes Wickertː A relatív kerekasztal lovagja Albert Einstein; ford. Dankó Zoltán; Háttér, Bp., 2006 (Háttér kismonográfiák)
- Abonyi Ivánː E=m.c2 / A Minkowski-világ; TIT, Bp., 1986
- Fiona Macdonaldː Albert Einstein. A különc fizikus, akinek relativitáselmélete forradalmasította a világegyetemről kialakított képünket; ford. Magyarics Tamás; Talentum, Bp., 1994 (Tudósok, akik megváltoztatták a világot)
- Abonyi Ivánː A kozmikus dinamótól a reaktorok hűtéséig. Einstein és Szilárd hűtőgép-ötletének sokoldalú alkalmazásai; Savaria University Press, Szombathely, 1997 (Dissertationes Savarienses)
- Hraskó Péterː Bevezetés az általános relativitáselméletbe; Műegyetemi, Bp., 1997
- Paul Strathernː Einstein. E=mc2; ford. Piróth Attila; Elektra Kiadóház, Bp., 2000 (Heuréka)
- Peter Colesː Einstein és a napfogyatkozás; ford. Kodaj Dániel; Alexandra, Pécs, 2002 (Posztmodern találkozások)
- Murguly Györgyː Az idő nem múlik Albert Einstein speciális relativitáselméletének cáfolata. Gondolatok az emberről és a Mindenségről; Új Kékszalag, Békéscsaba, 2002
- Mike Goldsmithː Albert Einstein és a felfújható világegyetem; ill. Philip Reeve, ford. Békési József; Egmont, Bp., 2003 (Rémhíresek)
- Einstein csodálatos éve. Öt cikk, amely megváltoztatta a fizika arculatát; szerk., bev. John Stachel, közrem. Trevor Limpscombe, Alice Calaprice, Sam Elworthy, előszó Roger Penrose, ford. Piróth Attila; Akkord, Bp., 2004
- Amir D. Aczelː Isten egyenlete. Einstein, a relativitás és a táguló világegyetem; ford. Erdeős Zsuzsanna; Akkord, Bp., 2004 (Talentum tudományos könyvtár)
- Einstein és a magyarok. Szakírók, bölcselők, publicisták a relativitáselmélet bűvöletében, 1905–1945; összeáll. Gazda István, közrem. Ipach Ildikó, Perjámosi Sándor, Láng Veronika; Akadémiai, Bp., 2004 (Magyar tudománytörténeti szemle könyvtára)
- Luca Novelliː Einstein és az időgépek; ford. Schvéger Ágnes; Cephalion, Szentendre, 2005 (Isteni szikrák)
- Dobó Andorː Albert Einstein a fizika nagy forradalmára; Szenci Molnár Társaság, Bp., 2005
- Johannes Wickertː A relatív kerekasztal lovagja Albert Einstein; ford. Dankó Zoltán; Háttér, Bp., 2006 (Háttér kismonográfiák)
- Dobó Andorː Vákuum és éter. Mítosz és valóság; Szenci Molnár Társaság, Bp., 2006
- Walter Isaacsonː Einstein. Egy zseni élete és világa; ford. Bujdosó István; Alexandra, Pécs, 2009
- Jürgen Neffeː Albert Einstein igaz története; Typotex, Bp., 2011
- Michio Kakuː Einstein kozmosza. Tér- és időfelfogásunk Albert Einstein képzeletének tükrében; ford. Bojtár Péter; HVG Könyvek, Bp., 2013 (Nagy felfedezések)

### Szépirodalmi művek
- Marcel Voisinː Einstein és a szellemek. Színmű 5 felvonásban; ford. Nagy Erzsébet; Bába, Szeged, 2006
- R. Rusckiː A viszonylagossági hipotetika'XD. A mythical world concept story. Egy viilágfi, Albert Einstein ötletei' alapján; Novum Pro, Sopron, 2011